# Histiotus humboldti
Histiotus humboldti (Handley, 1996) è un pipistrello della famiglia dei Vespertilionidi diffuso in America meridionale.

## Descrizione

### Dimensioni
Pipistrello di piccole dimensioni, con la lunghezza totale tra 106 e 110 mm, la lunghezza dell'avambraccio tra 45,5 e 46,9 mm, la lunghezza della coda tra 47 e 52 mm, la lunghezza del piede tra 9 e 11 mm, la lunghezza delle orecchie tra 28 e 32 mm e un peso fino a 11,5 g.

### Aspetto
Le parti dorsali variano dal fulvo brillante al marrone, mentre le parti ventrali sono giallo-brunastre, con la base dei peli bruno-grigiastra. Le orecchie sono molto grandi, ovali e con un lobo anteriore poco sviluppato. Le membrane alari sono relativamente corte, larghe e scure. La coda è lunga ed inclusa completamente nell'ampio uropatagio.

## Biologia

### Comportamento
Caccia in spazi aperti.

### Alimentazione
Si nutre di insetti.

### Riproduzione
Maschi sessualmente attivi sono stati catturati a marzo, luglio ed agosto, mentre una femmina che non era né gravida né allattava è stata osservata a marzo.

## Distribuzione e habitat
Questa specie è diffusa in maniera frammentata nella Colombia occidentale e nel Venezuela nord-occidentale e meridionale.
Vive nelle foreste pluviali e nel Páramo tra 1.498 e 2.217 metri di altitudine.

## Conservazione
La IUCN Red List, considerata la continua incertezza sulla sua distribuzione, le minacce e l'ecologia, classifica H.humboldti come specie con dati insufficienti (DD).